# Wlassicha (Moskau)
Wlassicha (russisch Вла́сиха) ist eine geschlossene Siedlung städtischen Typs (SATO) in der Oblast Moskau (Russland) mit 26.359 Einwohnern (Stand 14. Oktober 2010).

## Geographie
Die Siedlung liegt etwa 30 km Luftlinie westsüdwestlich des Zentrums der russischen Hauptstadt – zugleich des Oblastverwaltungszentrums – Moskau und 12 km vom Moskauer Autobahnring entfernt an einem kleinen rechten Zufluss der Moskwa.
Wlassicha bildet einen eigenständigen Stadtkreis, der vom Territorium des Rajons Odinzowo umgeben ist. Von dessen Verwaltungszentrum Odinzowo liegt es etwa 5 km in westlicher Richtung entfernt.

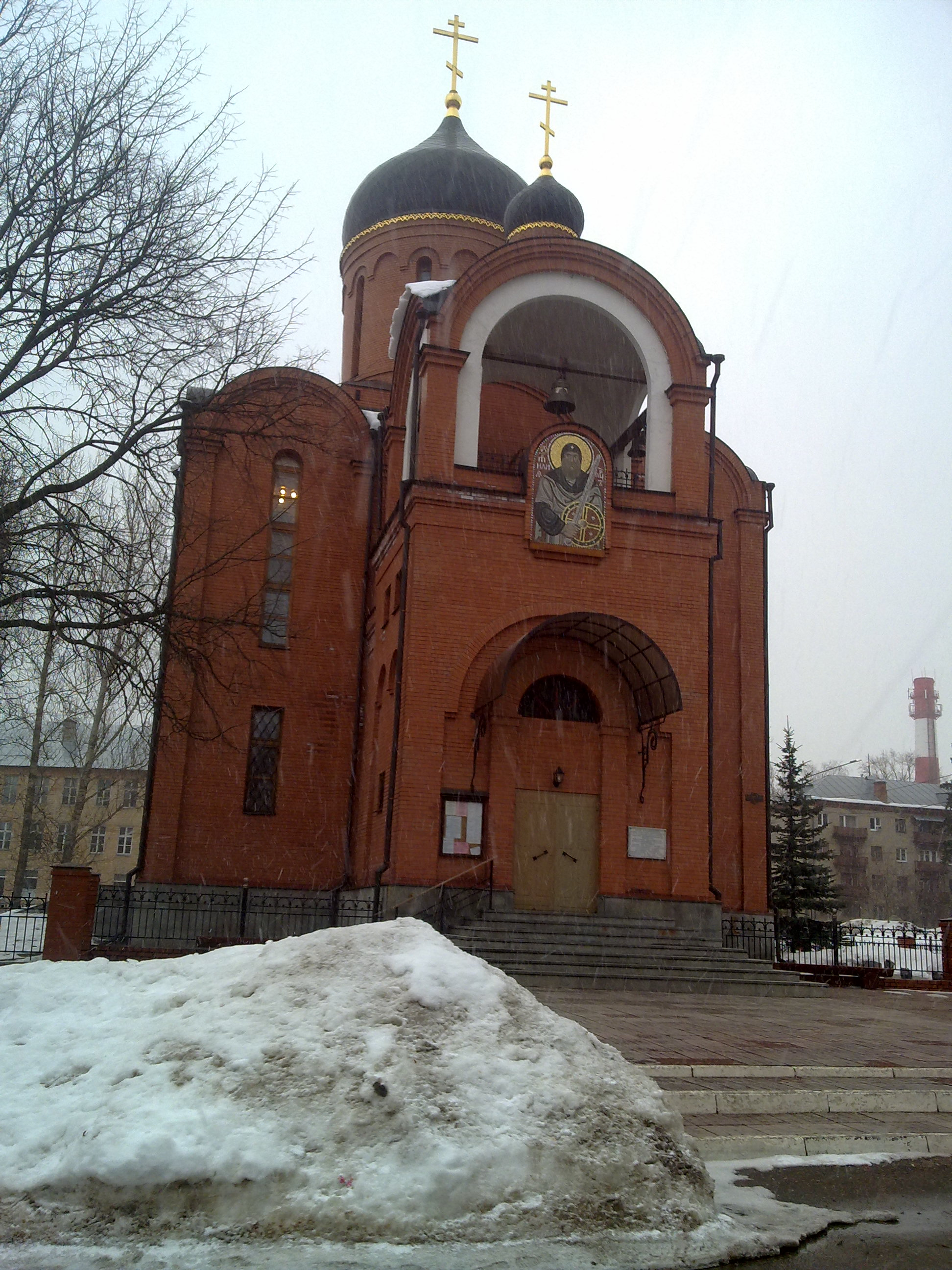
Ilja-Muromez-Kirche in Wlassicha
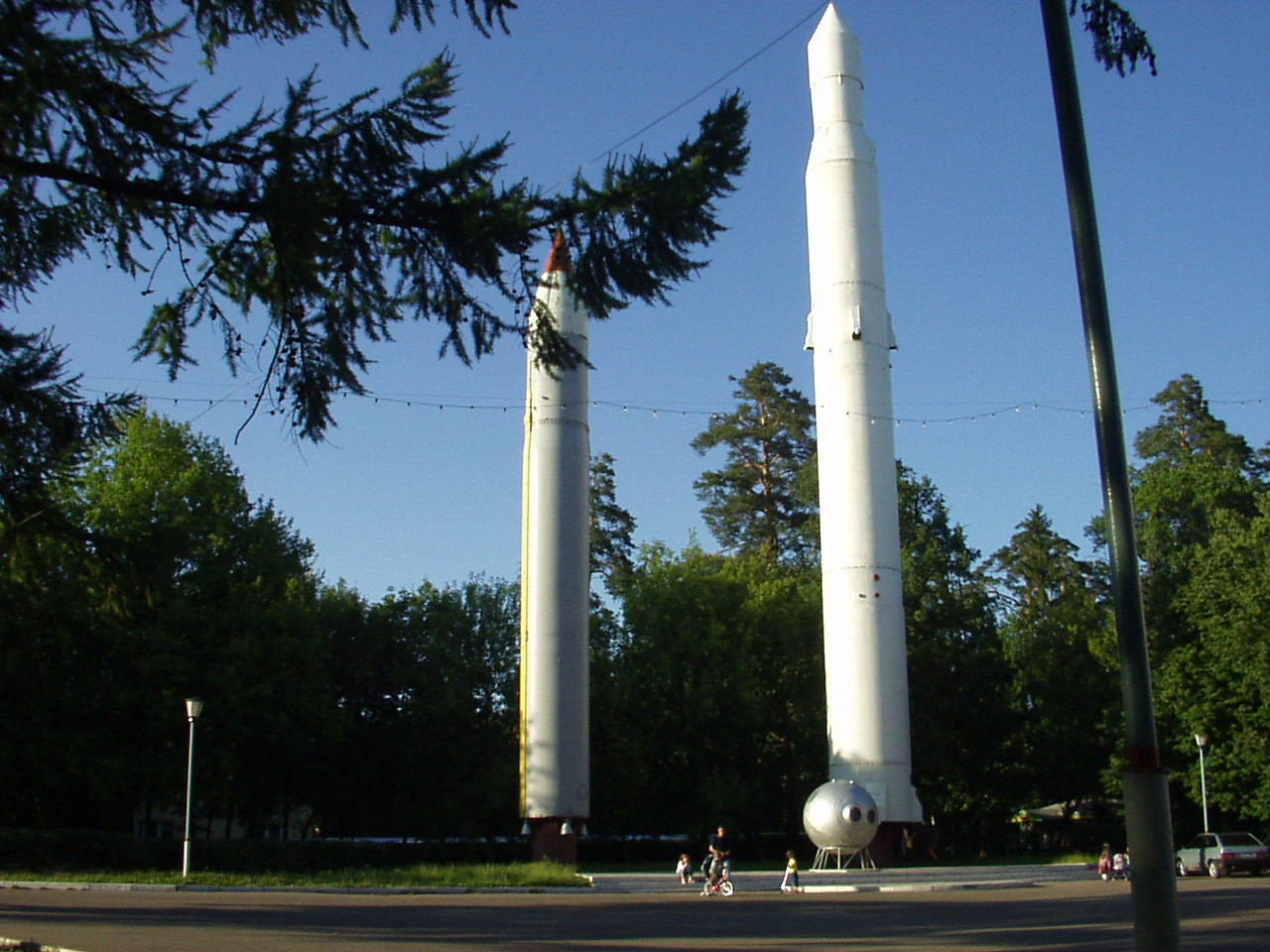
Interkontinentalraketen (links eine MR UR-100/SS-17) und Landekapsel eines Zenit-Aufklärungssatelliten, aufgestellt in Wlassicha

## Geschichte
Ein Dorf namens Kostino an Stelle der heutigen Siedlung wurde erstmals 1646 erwähnt, später im 17. Jahrhundert bereits als Kostino, auch Wlassicha. Bis in das 20. Jahrhundert befand sich dort ein kleines Gut und ein Landsitz, der verschiedenen Adeligen gehörte, zunächst der Familie Puschkin, dann unter anderen dem Moskauer Bojaren Kirill Naryschkin, Großvater mütterlicherseits des Zaren Peter I., sowie gegen Ende des 18. Jahrhunderts dem früheren, nach Russland geflohenen Herrscher des Fürstentums Moldau Alexandru II. Mavrocordat.
Ab den 1920er-Jahren wurden bei Wlassicha verschiedene Einrichtungen der Roten Armee geschaffen, darunter der Vorgänger des militärischen Mikrobiologischen Forschungsinstitutes, bevor es 1937 auf die Insel Gorodomlja (heute Siedlung Solnetschny) im Seligersee verlegt wurde. Im Deutsch-Sowjetischen Krieg befand sich in Wlassicha im Oktober 1941 zeitweise der Stab der Westfront der Roten Armee unter Georgi Schukow, der von dort aus die Verteidigung Moskaus gegen die vorrückende deutsche Wehrmacht koordinierte.
Nach dem Krieg wurde Wlassicha zur Kommandostelle der strategischen Raketentruppen der Sowjetischen Armee ausgebaut und trug den Tarnnamen Odinzowo-10, die Wohnsiedlung auch Geschlossenes Militärstädtchen Nr. 22/1 (russisch Sakryty wojenny gorodok № 22/1). Auf Anordnung des russischen Präsidenten vom 19. Januar 2009 wurde die Siedlung aus der Stadt Odinzowo, zu der sie bislang gehörte, ausgegliedert, erhielt den Status einer SATO („geschlossene Stadt“) und eines selbständigen Stadtkreises, an den auch der zuvor zum benachbarten Dorf Judino gehörige „Mikrorajon“ (Plattenbausiedlung) Schkolny angeschlossen wurde.

### Bevölkerungsentwicklung
| Jahr | Einwohner |
| ---- | --------- |
| 1926 | 89        |
| 2002 | 16.309    |
| 2010 | 26.359    |

Anmerkung: Volkszählungsdaten

## Sehenswürdigkeiten
1998 wurde in Wlassicha die Ilja-Muromez-Kirche geweiht, die im Stil der frühen russischen Kirchenbauten des 12. bis 14. Jahrhunderts gehalten ist. Ein Nebenaltar ist der Heiligen Barbara (russisch Swjataja Warwara) geweiht, die auch in Wappen und Flagge der Siedlung dargestellt ist.

## Wirtschaft und Infrastruktur
In Wlassicha befinden sich der Stab und die zentrale Kommandostelle der Strategischen Raketentruppen (RWSN) der russischen Streitkräfte. In der Siedlung überwiegen Versorgungseinrichtungen für die dort stationierten Einheiten; der Ort ist hauptsächlich Wohnsiedlung für die Militärangehörigen und ihre Familien, mit Plattenbauten, die seit den 1950er-Jahren bis heute errichtet wurden.
Straßenverbindung besteht von Odinzowo, durch welches die von Moskau kommende Moschaisker Chaussee (auch Alte Smolensker Straße; Fernstraße A100) verläuft. In Odinzowo befindet sich auch die nächstgelegene Bahnstation. Von Norden her kann Wlassicha von der A106 (auch Rubljowka genannt) aus erreicht werden.